# Depresiunea Câmpuri-Răcoasa
Depresiunea Câmpuri-Răcoasa, de tip intracolinar, este o unitate de relief în Subcarpații de Curbură. Este drenată de râul Șușița.